# Teixidor pardalenc de Donaldson
El teixidor pardalenc de Donaldson (Plocepasser donaldsoni) és un ocell de la família dels ploceids (Ploceidae).

## Hàbitat i distribució
Habita sabanes amb acàcies de sud-oest d'Etiòpia, sud de Somàlia i nord i est de Kenya.